# Neivamyrmex asper
Neivamyrmex asper är en myrart som beskrevs av Borgmeier 1955. Neivamyrmex asper ingår i släktet Neivamyrmex och familjen myror. Inga underarter finns listade i Catalogue of Life.